# Taeniodera haematica
Taeniodera haematica är en skalbaggsart som beskrevs av Perty 1831. Taeniodera haematica ingår i släktet Taeniodera och familjen Cetoniidae. Utöver nominatformen finns också underarten T. h. orientalis.